# Gabriele Tarquini
Gabriele Tarquini (ur. 2 marca 1962 w Giulianovie) – włoski kierowca wyścigowy.

## Kariera
Karierę wyścigową rozpoczął od kartingu. W latach 1983 i 1984 został mistrzem Włoch, w 1983 mistrzem Europy oraz w 1984 mistrzem świata w tej dyscyplinie. W latach 1985–1987 startował w Formule 3000 zajmując kilkakrotnie miejsca na podium wyścigów. W 1987 roku zadebiutował w Formule 1 w zespole Osella. W kolejnych latach startował w barwach zespołów Coloni (1988), AGS (1989-1991), Fondmetal (1991-1992) i Tyrrell (1995).
W 1994 roku zadebiutował w British Touring Car Championship w zespole Alfa Romeo i od razu zdobył tytuł mistrzowski. W 1995 roku startował w brytyjskich, włoskich i niemieckich wyścigach samochodów turystycznych. W 1996 wystartował w ITC. W 1997 roku zamienił Alfę Romeo na Hondę Accord i wystartował ponownie w BTCC (zajął wtedy 6. miejsce). W 1998 i 1999 startował w niemieckich wyścigach Super TourenWagen. Rok 1999 i 2000 to kolejne występy w BTCC. Od roku 2000 startował w European Touring Car Championship. W 2001 roku był trzeci, a w 2003 został mistrzem tej serii (jeżdżąc Alfą Romeo). Od 2005 roku startuje w serii World Touring Car Championship (od 2006 w zespole SEATa). W 2008 roku został wicemistrzem tej serii, a w kolejnym sezonie zdobył tytuł mistrzowski.